# Double aspect
Ne doit pas être confondu avec Théorie du double aspect.
La théorie du double aspect est une théorie juridique en droit constitutionnel canadien qui permet à ce que des lois soient créées par les deux niveaux de gouvernement (fédéral et provincial) relativement à une même matière. En général, le système fédéral assigne les matières législatives à un seul chef de compétence. Toutefois, certaines matières comportent plusieurs dimensions, de sorte que pour tel objectif la matière relèvera d'un chef de compétence, tandis que pour tel autre objectif elle relèvera de l'autre. Par exemple, les lois de circulation sur les autoroutes portent sur le pouvoir de la propriété et des droits civils des provinces, mais peuvent également tomber dans la catégorie des infractions criminelles, qui tombe sur le pouvoir en droit criminel du gouvernement fédéral.
Les origines de la théorie sont issues de l'arrêt du Conseil privé Hodge c. La Reine (1883) où il fut jugé que « les matières qui sous un aspect et pour un objectif relèvent de l'article 92 [de la Loi constitutionnelle de 1867] peuvent, sous un autre aspect et pour un autre objectif relever de l'article 91. »